# Ати-Зиджи, Лоуренс
Лоуренс Ати-Зиджи (англ. Lawrence Ati-Zigi; родился 29 ноября 1996 года, Аккра, Гана) — ганский футболист, вратарь клуба «Санкт-Галлен» и сборной Ганы. Участник чемпионата мира 2022 года. 

## Клубная карьера
Ати-Зиджи — воспитанник клуба «Ред Булл Гана». В 2015 году Лоуренс подписал контракт с австрийским «Ред Булл Зальцбург», где для получения игровой практики начал выступать за дублирующий состав. 17 апреля 2015 года в матче против «Хартберга» он дебютировал за «Лиферинг» во Второй австрийской Бундеслиге. Летом 2017 года Ати-Зиджи на правах свободного агента перешёл во французский «Сошо». 9 февраля 2018 года в матче против «Реймса» он дебютировал в Лиге 2. В начале 2020 года Ати-Зиджи подписал соглашение со швейцарским клубом «Санкт-Галлен». 26 января в матче против «Лугано» он дебютировал в швейцарской Суперлиге.

## Международная карьера
В 2015 году в составе молодёжной сборной Ганы Ати-Зиджи принял участие в молодёжном чемпионате мира в Новой Зеландии. На турнире он сыграл в матчах против команд Австрии, Аргентины, Панамы и Мали.
10 октября 2017 года в товарищеском матче против сборной Саудовской Аравии Ати-Зиджи дебютировал за сборную Ганы.
В 2019 году Ати-Зиджи попал в заявку на участие в Кубке Африки в Египте. На турнире он был запасным и на поле не вышел.
В 2022 году Ати-Зиджи принял участие в чемпионата мира в Катаре. На турнире он сыграл в матчах против команд Португалии, Южной Кореи и Уругвая.